# Marion Quillard
Marion Quillard est une journaliste française, rédactrice en chef des revues XXI et 6Mois.

## Biographie
Marion Quillard grandit en Normandie et suit ses études à Toulouse, Toronto au Canada, Lyon et Lille.
En avril 2015, elle est lauréate de l’European Press Prize dans la catégorie Enquête pour son reportage Que celles qui ont été violées lèvent la main paru dans le numéro 31 de XXI,.
En mai 2018, elle devient rédactrice en chef de XXI et 6Mois aux côtés de Léna Mauger.

## Distinctions reçues
- 2015 : European Press Prize dans la catégorie Enquête[5]